# Trichopteryx dentistrigata
Trichopteryx dentistrigata là một loài bướm đêm trong họ Geometridae.